# 阿尔普迪埃兹
阿尔普迪埃兹（法語：Alpe d'Huez，法語發音：[alp d‿ɥɛz]）是一海拔在1,250米到3,330米之间的滑雪场。它是位于中部法国阿尔卑斯山的一个高山牧场，属于奥弗涅-罗讷-阿尔卑斯大区的伊泽尔省于埃镇。作为高山滑雪场，它位于法国Oisans地区的Grandes Rousses山脉上。他距离格勒诺布尔市59公里。公路RD1091连接它和格勒诺布尔。公路RD1091通过Romanche峡谷穿过利韦和加韦、瓦桑堡等市镇以及Haut-Oisans和Col de Sarenne等地。阿尔普迪埃兹举办了1968年冬季奥运会的雪车比赛项目。这里还经常举办环法自行车赛的赛段比赛。